# Élections générales terre-neuviennes de 1971
L'élection générale terre-neuvienne de 1971 se déroule le 28 octobre 1971 afin d'élire les députés de la Chambre d'assemblée de la province de Terre-Neuve (Canada). 

## Résultats
| Parti                                      | Parti                      | Chef              | # de candidats | Sièges | Sièges | Sièges  | Voix    | Voix    | Voix    |
| ------------------------------------------ | -------------------------- | ----------------- | -------------- | ------ | ------ | ------- | ------- | ------- | ------- |
| Parti                                      | Parti                      | Chef              | # de candidats | 1966   | Élus   | % Diff. | #       | %       | % Diff. |
|                                            | Progressiste-conservateur  | Frank Moores      | 42             | 3      | 21     | +600 %  | 118 899 | 51,35 % |         |
|                                            | Parti libéral              | Joey Smallwood    | 42             | 39     | 20     | -48,7 % | 102 775 | 44,39 % |         |
|                                            | Labrador                   |                   | 5              | *      | 1      | *       | 5 804   | 2,51 %  |         |
|                                            | Autre/Indépendant          | Autre/Indépendant | 5              | -      | -      | -       | 5 804   | 2,51 %  |         |
|                                            | Nouveau Parti démocratique |                   | 19             | -      | -      | -       | 4 075   | 1,76 %  |         |
| Total                                      | Total                      | Total             | 108            | 42     | 42     | -       | 231 553 | 100 %   |         |
| Source : Elections Newfoundland & Labrador |                            |                   |                |        |        |         |         |         |         |

* N'a pas présenté de candidats lors de l'élection précédente.